# Distretto di Sulęcin
Il distretto di Sulęcin (in polacco powiat sulęciński) è un distretto polacco appartenente al voivodato di Lubusz.

## Geografia antropica

### Suddivisioni amministrative
Il distretto comprende 5 comuni.
- Comuni urbano-rurali: Lubniewice, Sulęcin, Torzym
- Comuni rurali: Krzeszyce, Słońsk